# Масловский, Александр Александрович
Алекса́ндр Алекса́ндрович Масло́вский (род. 3 января 1992, Красноярск) — российский футболист, защитник красноярского «Енисея».

## Биография

### Ранние годы
Начинал играть в футбол в спортивном клубе «Ротор», первый тренер Веретнов Игорь Николаевич. В раннем возрасте уехал в структуру новосибирской «Сибири», в 2008—2010 годах выступал в любительской команде в первенстве ЛФЛ. В 2011 году вернулся в Красноярск, где играл в любительском клубе «Рассвет» и параллельно работал на заводе. Отыграв два года в любителях, перешёл в «Енисей».

### Профессиональная карьера
Дебютировал 19 мая 2013 года в домашнем матче против «Нефтехимика» (2:2) — на 89-й минуте вышел на замену, вскоре получил жёлтую карточку. С августа 2013 до конца года и в сезоне 2014/15 на правах аренды выступал за клуб ПФЛ «Иртыш» Омск. Не сыграв в первой половине сезона 2015/16 за «Енисей» ни одного матча, зимой перешел в клуб ПФЛ «Чита». Перед сезоном 2018/19 вновь оказался в «Иртыше», стал капитаном команды. Перед переходом Масловского в декабре 2020 года в «Оренбург» сообщалось, что его футболка будет передана в музей омского спорта. Сыграв четыре матча, летом 2021 года вернулся в «Енисей».
В Енисей в сезоне 2021-22 принял участие в 33 матчах первенства ФНЛ и 5 матчей розыгрыша кубка России по футболу, где с командой дошел до полуфинала, уступив будущему обладателю трофея, московскому Спартаку.

## Семья
Супруга Елена. Летом 20 июня 2022 года родилась дочь Алиса.

## Достижения
- Полуфиналист Кубка России (2021/2022)
- Победитель зоны «Восток» второго дивизиона (2016/2017), (2019/2020)
- Серебряный призёр «ФНЛ»(2020/2021)
- Серебряный призёр зоны «Восток» второго дивизиона (2014/2015)
- Бронзовый призёр зоны "Восток"второго дивизиона (2015/2016)